# Очаківське гирло (дельта Дунаю)
Оча́ківське ги́рло — лівий рукав однієї з ділянок Кілійського рукаву дельти Дунаю (18-й км), що починається нижче міста Вилкове Одеської області. Належить до басейну Чорного моря.

## Очаківський рукав
До його підсистеми входять водотоки:
- зліва — Білгородський (разом зі штучним гребним каналом) і гирло Прорва (5,8 км) (із з'єднувальним каналом, що зв'язує Прорву з ковшем Усть-Дунайського порту); рукав Потапівський;
- справа — рукав Анкудінов, Полуденний і Гнеушев.

## Судноплавство
Є судноплавним — з правилами плавання можна ознайомитись за посиланням: www.delta-pilot.ua.
Максимальні габарити суден, які можуть проходити по Очаківському гирлу: довжина — 121,5 / 135,0 метрів, ширина — 17,50 / 22,00 м, осадка — 4,5 м.

## Заповідна зона
Указом Президента України від 02.02.2005 № 117/2004 «Про розширення території Дунайського біосферного заповідника» до земель прибережної захисної смуги проток р. Дунаю та частини акваторії Чорного моря, що належить до зони антропогенних ландшафтів, включено 442 гектари прибережної захисної смуги Очаківського гирла.
За даними С. Ромаха і М. Коваленка станом на 2010 рік «Очаківське гирло на виході перекрите піщаними косами й перебуває у стадії деградації».